# Sofiane Boufal
Sofiane Boufal (Parijs, 17 september 1993) is een Frans-Marokkaans voetballer die doorgaans als aanvaller speelt. Hij verruilde Al-Rayyan in september 2024 voor Union Sint-Gillis. Boufal debuteerde in 2016 in het Marokkaans voetbalelftal.

## Clubcarrière
Boufal debuteerde op 24 augustus 2012 voor Angers SCO in de Ligue 2, thuis tegen Istres. Hij kwam in zijn debuutseizoen tot twee optredens in competitieverband. Het seizoen erna speelde hij 28 competitieduels. Boufal maakte op 19 september 2014 zijn eerste treffer voor Angers, uit tegen Stade Laval. Boufal verruilde Angers op 9 januari 2015 voor Lille OSC, dat drie miljoen euro voor hem betaalde. Hij debuteerde op 17 januari 2015 in de Ligue 1, tegen Lorient. Na een goed seizoen waarin hij 14 keer scoorde in de competitie verdiende Boufal een transfer naar Southampton.

### Southampton FC
Bij de transfer van Boufal was er zo’n 20 miljoen euro gemoeid en werd hij de duurste aankoop ooit van Southampton. Na twee seizoenen, waar hij in vijftig competitiewedstrijden slechts drie keer scoorde, vertrok Boufal op huurbasis naar Celta de Vigo. Daar speelde Boufal zich in de basis en scoorde 3 keer in 35 competitiewedstrijden.
Na de huurperiode keerde Boufal terug bij Southampton ondanks concrete interesse van Olympique Marseille.
In 2020 keerde Boufal terug bij zijn oude club Angers SCO. Hij tekende een contract voor vier jaar.

## Clubstatistieken
| Seizoen | Club            | Land      | Competitie       | Wed. | Doelp. |
| ------- | --------------- | --------- | ---------------- | ---- | ------ |
| 2012/13 | Angers SCO      | Frankrijk | Ligue 2          | 2    | 0      |
| 2013/14 | Angers SCO      | Frankrijk | Ligue 2          | 16   | 4      |
| 2014/15 | Angers SCO      | Frankrijk | Ligue 2          | 14   | 3      |
| 2014/15 | OSC Lille       | Frankrijk | Ligue 1          | 14   | 3      |
| 2015/16 | OSC Lille       | Frankrijk | Ligue 1          | 29   | 11     |
| 2016/17 | Southampton FC  | Engeland  | Premier League   | 24   | 1      |
| 2017/18 | Southampton FC  | Engeland  | Premier League   | 26   | 2      |
| 2018/19 | → Celta de Vigo | Spanje    | Primera Division | 35   | 3      |
| 2019/20 | Southampton FC  | Engeland  | Premier League   | 20   | 0      |
| 2020/21 | Angers SCO      | Frankrijk | Ligue 1          | 14   | 1      |
| 2021/22 | Angers SCO      | Frankrijk | Ligue 1          | 29   | 8      |
| 2022/23 | Angers SCO      | Frankrijk | Ligue 1          | 11   | 3      |

Bijgewerkt op 6 december 2022

## Interlandcarrière
Boufal debuteerde op 23 maart 2016 in het Marokkaans voetbalelftal, tijdens een met 0–1 gewonnen kwalificatiewedstrijd voor de Afrika Cup in en tegen Kaapverdië.
Boufal werd door toenmalig bondscoach Herve Renard geselecteerd voor de Afrika Cup 2017, maar haakte in de voorbereiding af door blessure.
Hoewel hij in de kwalificatie-reeks regelmatig speelde, werd Boufal niet geselecteerd door Herve Renard voor het WK 2018.
Wel werd Boufal na een goed seizoen bij Celta de Vigo geselecteerd voor Marokko voor de Africa Cup 2019 in Egypte. Hij werd met Marokko na penalty's uitgeschakeld in de achtste finale. Boufal speelde drie wedstrijden op dat toernooi.

## Erelijst
| Jupiler Pro League | 1x | 2024/25 |